# Euterpe precatoria
Euterpe precatoria es una especie botánica de palmeras, conocida comúnmente como palmito, manaca, chonta, asaí de la selva o huasaí; nativa de Sudamérica, específicamente de la Amazonía peruana, boliviana y brasileña. Está distribuida también por Centroamérica, las Antillas y el norte de Suramérica. Su consumo data de tiempos precolombinos y es un alimento muy importante en la dieta amazónica. Su cultivo intensivo se ha extendido dentro del territorio brasileño, durante los años 1980 y 1990.

## Descripción
Presenta tallos solitarios, de 3-20 m de altura y 4-23 cm de diámetro; grisáceo con cicatrices anulares, raíces de 3 dm compactas, escamosas, sus extremos antes de tocar suelo se cubren de una sustancia mucilaginosa clara. Corona con 10-15 hojas, con raquis de 2 a 3,5 m de longitud, compuestas con 60 a 90 pinnas. Los peciolos forman hacia abajo de sus bases un envoltorio verde al final del tallo de 1 a 1,5 m de longitud, donde se extrae el palmito.
Inflorescencia con pedúnculo de 20 cm y raquis de 40 cm de longitud con 90 ráquilas. Frutos esféricos de color negro violáceo y 1 cm de diámetro con semilla globosa. El racimo puede presentar más de mil frutos.

## Usos
Alimencios

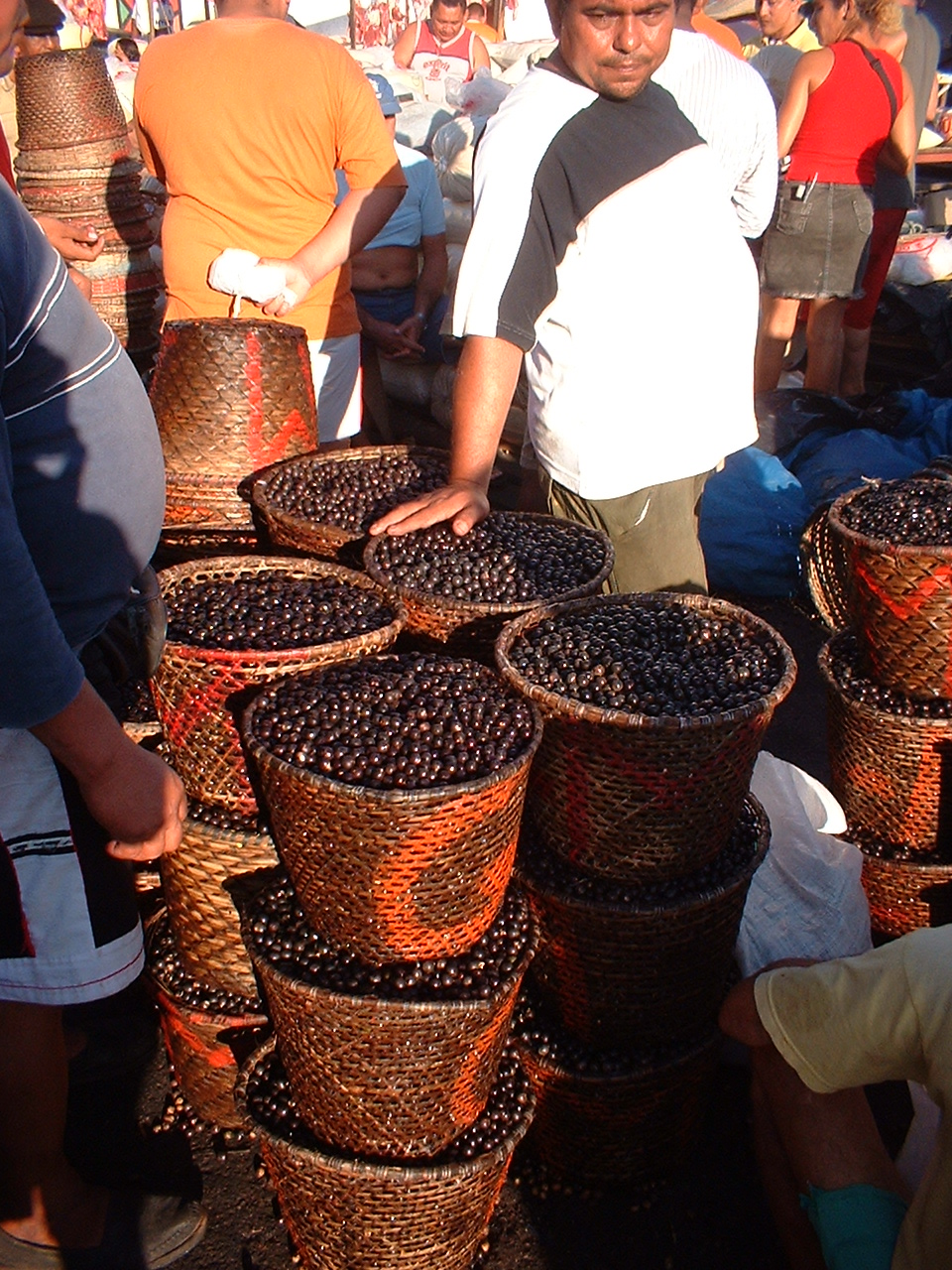

De acuerdo con Galeano el mesocarpio de esta especie es altamente oleaginoso y de rico sabor, por lo que es muy apetecido y se consume directamente después de cocinarlo ligeramente; de los frutos también se extrae aceite (Ricker & Daly 1997 citados  por Castaño et al) y un colorante negro para decoración del cuerpo para ceremonias (Anderson 1977 citado por Castaño et al). Los frutos de esta planta y de la muy semejante asaí (Euterpe oleracea) son comestibles y consumidos en forma de bebidas, dulces, y helados.
En las comunidades donde se desarrolló el estudio por parte de Castaño y su colaboradores, el principal uso de esta especie es como fuente de alimento, cosechando los frutos para consumirlos en forma de jugo, chicha, “leche”, masa o subproductos de esto; le siguen, en igual grado de importancia el uso medicinal, para elaborar artesanías y como fuente para la obtención de Mojojoi (Rhynchophorus palmarum).
Utensilios
También es importante su uso para la construcción, para la elaboración de diferentes elementos culturales y herramientas, para la elaboración de utensilios domésticos y como fuente de palmito. Otro uso, poco frecuente pero que fue mencionado en algunos casos, es la utilización de esta palma para la elaboración de cercas. En otras regiones, los tallos son utilizados ampliamente en la construcción de casas y malocas para hacer las  paredes, para tablas de mesas, estantes. Igualmente, se utiliza el tronco para fabricar pulpa para papel y para hacer lanzas para la caza de animales (Cerón & Montalvo 1998 citados por Castaño et al).
Medicinales
Las raíces son usadas como medicinales (Henderson citado por Castaño et al), especialmente contra el dolor muscular y las mordeduras de serpiente, también se utilizan para que el cabello crezca bien y lo mantiene de color negro. Evita que las mujeres embarazadas pierdan el cabello (Borchsenius et al. 1998). La decocción de las hojas se utiliza para aliviar el dolor de pecho. Las hojas y las raíces tiernas se maceran y se beben para curar la gripe, vomitándose después (Cerón & Montalvo 1998). Las hojas se utilizan en ocasiones para techar las viviendas (Borchsenius et al. 1998, Cerón 2003 citados por Castaño et al); igualmente Galeano afirma que el cogollo es consumido como palmito.
Ornamentales
Los productos artesanales fabricados con semillas de este asaí presentan también elementos provenientes de otras especies, como fibra de Chambira y semillas de Canangucha; igualmente pueden tener elementos provenientes de diferentes animales (conchas, colmillos, plumas, escamas) y/u otros elementos.

## Taxonomía
Euterpe precatoria fue descrita por Carl Friedrich Philipp von Martius y publicado en Voyage dans l'Amérique Méridionale 7(3): 10–11, t. 8, f. 2, t. 18a, en el año 1842.
Etimología
El género lleva el nombre de la musa Euterpe de la mitología griega.
precatoria: epíteto
Variedades
- Euterpe precatoria var. longivaginata (Mart.) A.J.Hend.
- Euterpe precatoria var. precatoria

Sinonimia
| var. longivaginata (Mart.) A.J.Hend. - Euterpe kalbreyeri Burret - Euterpe karsteniana Engel - Euterpe leucospadix H.Wendl. ex Hemsl. - Euterpe longivaginata Mart. - Euterpe macrospadix Oerst. - Euterpe microcarpa Burret - Euterpe panamensis Burret - Euterpe rhodoxyla Dugand - Plectis oweniana O.F.Cook - Rooseveltia frankliniana O.F.Cook | var. precatoria - Euterpe confertiflora L.H.Bailey - Euterpe jatapuensis Barb.Rodr. - Euterpe langloisii Burret - Euterpe mollissima Spruce - Euterpe oleracea Engel - Euterpe petiolata Burret - Euterpe stenophylla Trail ex Burret - Euterpe stenophylla Trail & Thurn - Euterpe subruminata Burret |